# Pasi Ahonen
Pasi Ahonen (* 17. Mai 1981 in Lahti) ist ein ehemaliger finnischer Skispringer.

## Skisprunglaufbahn
Ahonen gab sein internationales Debüt am 9. August 2000 im Skisprung-Grand-Prix in Kuopio. Dabei gewann er mit dem 29. Platz zwei Grand-Prix-Punkte, mit denen er am Ende den 56. Platz in der Gesamtwertung belegte. Am 3. Dezember 2000 nahm er in Kuopio erstmals am Skisprung-Weltcup teil und verpasste dabei mit dem 32. Platz die Punkteränge nur knapp. Ab 2001 startete Ahonen im Skisprung-Continental-Cup, da ihm der Durchbruch auch hier nicht gelang, wechselte der Finne 2009 in den FIS-Cup. Seine besten Einzelplatzierungen in beiden Wettkampfserien waren jeweils ein 7. Rang in Braunlage und Kuopio. Im Jahr 2013 erklärte er nach einem erneuten Anlauf im Continental-Cup letztlich seinen Rücktritt vom aktiven Sport.

## Herkunft und sonstige Aktivitäten
Pasi Ahonen ist der Sohn von Keijo und Maarit Ahonen, geb. Ferm, sowie der jüngere Bruder von Janne Ahonen. Sein Vater arbeitete als Fahrzeugpolsterer, die Mutter war bis zu Jannes Geburt in einer Buchhandlung beschäftigt. Sie stammte ursprünglich aus Vääksy, wo ihre Eltern eine Gärtnerei betrieben. Pasi war in seiner Kindheit mit Jani, dem Sohn des Profifußballers Pertti Jantunen, befreundet.
Neben seiner eigenen Springerlaufbahn unterstützte Pasi auch seinen älteren Bruder, indem er dessen Sprünge aufzeichnete und mit ihm analysierte. Anhand seiner Aufnahmen stellte er die offiziellen Weitenmessungen einiger Sprünge in Frage.
Die Ahonen-Brüder sowie Tami Kiuru gerieten im Jahr 2000 in den Fokus der Medien, nachdem sie die Unterstützerliste eines in Parteigründung befindlichen rechtsradikalen Vereins unter Leitung des Neonazis Väinö Kuisma unterzeichnet hatten. Janne Ahonen gab an, dies sei lediglich geschehen, um nicht weiterhin von Kuisma belästigt zu werden.
In dem Film Matti (2006) fungierte Pasi Ahonen als Stuntman für Hauptdarsteller Jasper Pääkkönen, der in der Filmbiografie Matti Nykänen verkörperte.
Er ist nicht mit dem Hochschullehrer Dr. Pasi Ahonen identisch.